# محددات اجتماعية للصحة النفسية
المحددات الاجتماعية للصحة النفسية (بالإنجليزية: social determinants of mental health)‏ (SDOMH) هي العوامل المجتمعية التي تؤثر سلبًا على الصحة النفسية، إما عبر زيادة خطر الإصابة بالاضطرابات  النفسية في مجموعات معينة أو من خلال تفاقم النتائج لدى الأفراد الذين يعانون بالفعل من اضطرابات نفسية. على غرار المحددات الاجتماعية للصحة، تتضمن المحددات الاجتماعية للصحة النفسية العوامل غير الطبية التي تلعب دورًا في احتمالية حدوث وتفاقم النتائج الصحية مثل: مستويات الدخل والتحصيل التعليمي وتوفر فرص الحصول على السكن والاندماج الاجتماعي. التفاوتات في نتائج الصحة النفسية هي نتيجة للعديد من العوامل والمحددات الاجتماعية، بما في ذلك الخصائص الثابتة على المستوى الفردي مثل: العمر والجنس والعرق والعوامل البيئية التي تنبع من عدم المساواة الاجتماعية والاقتصادية داخل المجتمعات مثل: عدم تكافؤ فرص الحصول على الغذاء المناسب والتنقل والتعرض للتلوث.

## التعاريف

الصحة النفسية الرفاهية العاطفية والنفسية والاجتماعية.

الصحة النفسية حسب مراكز السيطرة على الأمراض والوقاية منها تعكس مستوى الرفاهية العاطفية والنفسية والاجتماعية للأفراد داخل المجتمع، في حين تشمل الاضطرابات النفسية الأكثر شيوعًا على؛ اضطرابات القلق مثل القلق النفسي العام والقلق الاجتماعي واضطراب الهلع والاكتئاب و اضطراب ما بعد الصدمة (PTSD) .
ينبع مفهوم المحددات الاجتماعية من نهج دورة الحياة. ويستمد مفهومه العام من النظريات التي تفسر الأنماط الاجتماعية والاقتصادية والبيئية والجسدية التي يمكن أن تؤدي إلى تفاوتات صحية وتختلف عبر مراحل الحياة المتعاقبة على سبيل المثال، مرحلة ما قبل الولادة، والسنوات الأولى، وسن العمل، والأعمار المتقدمة. إضافة إلى ذلك، فإن تحديد المحددات الاجتماعية والبنيوية للصحة النفسية، بالإضافة إلى المحددات الفردية، يمكّن صناع السياسات من تعزيز الصحة النفسية والحد من خطر الإصاية بالاضطراب من خلال تصميم التدخلات المناسبة واتخاذ إجراءات مناسبة خارج قطاع الصحة.

## عدم المساواة في الصحة النفسية
على مستوى العالم، في عام 2019، كان 1 من كل 8 أفراد (12.5% من السكان) يعانون من اضطراب نفسي؛ لكن، في عام 2020، بسبب جائحة كوفيد-19، ارتفع هذا العدد بشكل كبير بنحو 27%. رغم أن هذا النوع من الاضطرابات أصبح أكثر انتشارا، فقد أظهرت الدراسات أن نتائج الصحة النفسية أسوأ بالنسبة لبعض السكان والمجتمعات مقارنة بغيرها. ومن بين أوجه عدم المساواة ذلك الموجود بين الجنسين: فتعتبر الإناث أكثر عرضة للإصابة باضطرابات نفسية بمعدل مرتين أكثر من الذكور.

## الخصائص الثابتة
تشير الخصائص الثابتة إلى العوامل الوراثية والبيولوجية التي تخضع أو لا تخضع لتأثير البيئة أو الظروف المعيشية الاجتماعية للفرد.

### الجنس
في عام 2020، كان الاكتئاب أحادي القطب السبب الرئيسي الثاني لارتفاع عبء الإعاقة العالمية، وأظهرت الأبحاث أنه كان أكثر عرضة للانتشار بين النساء بمقدار الضعف مقارنة بالرجال. تشير الفوارق في الصحة النفسية القائمة على النوع الاجتماعي إلى أن الجنس هو عامل قد يؤدي إلى نتائج صحية غير متساوية.
تركز الدراسات البحثية المدرجة في سلسلة الصحة النفسية للمرأة في مجلة لانست للطب النفسي على فهم سبب وجود بعض هذه الفجوات بين الجنسين. كوهنر في مقالها تحت عنوان: لماذا الاكتئاب أكثر شيوعاً بين النساء منه بين الرجال؟ تذكر العديد من عوامل الخطر التي تساهم في هذه التفاوتات، بما في ذلك دور الهرمونات الجنسية لدى النساء و"استجابة الغدد تحت المهاد والغدة النخامية وتفاعلات المحور الوطائي للإجهاد". إضافة إلى ذلك، تشمل العوامل الأخرى زيادة احتمال تعرض المرأة للخجل من جسدها وكثرة التأمل والضغوط على المستوى الشخصي، فضلاً عن إحتمالية التعرض لاعتداء جنسي أثناء الطفولة. علاوة على ذلك، فإن انتشار عدم المساواة بين الجنسين والتمييز ضد المرأة في المجتمع قد يكون أيضا من العوامل المساهمة في الاضطراب. وجد لي وآخرون أن تقلبات الدورة الشهرية ومتوسط العمر لهرموني الاستراديول والبروجسترون الجنسيين لدى النساء قد تؤثر أيضًا على الفجوة بين الجنسين، وخاصة أثناء الإصابة بنوع من أنواع الاضطرابات المرتبطة بالصدمات والتوتر والقلق،أو عند زيادة فرص التعرض للإصابة بهذه الاضطرابات والسماح باستمرار أعراضها.
كما أن زيادة احتمال تعرض النساء للعنف القائم على النوع الاجتماعي مقارنة بالرجال هو عامل خطر آخر درسه أورام وآخرين. ووجد الباحثون أن النساء أكثر عرضة لخطر التعرض للعنف المنزلي والجنسي، مما يزيد من انتشار اضطراب ما بعد الصدمة والقلق والاكتئاب. ومن الجدير بالذكر أيضًا أن نأخذ في الاعتبار في السياق نفسه تشويه الأعضاء التناسلية للإناث، والزواج القسري والمبكر، والاتجار بالبشر وجرائم الشرف.
و رغم ذلك، فالتقارير ذات الصلة أفادت أنه في حين أن النساء يعانين من معدلات أعلى من الاضطرابات المرتبطة بالاكتئاب والقلق كما ذكر سابقا، فإن الرجال أكثر عرضة للوفاة بالانتحار من النساء: في المملكة المتحدة، يعد الانتحار السبب الأكبر للوفاة بين الرجال الذين تبلغ أعمارهم 45 عامًا أو أقل، وفي احتمالية الوفاة بالانتحار، يكون الرجال أكثر عرضة بأربع مرات في روسيا والأرجنتين، وأكثر عرضة بثلاث مرات ونصف في الولايات المتحدة، وأكثر عرضة بثلاث مرات في أستراليا، مقارنة بالنساء، على سبيل المثال لا الحصر. يمكن تفسير الاختلافات بين الجنسين في الانتحار عادةً بالضغط من أجل الأدوار الجندرية والسلوك المحفوف بالمخاطر بين الرجال.

### الانتماء العرقي
أشارت الدراسات التي أجريت في الولايات المتحدة إلى أن الأقليات لديها معدلات مماثلة أو أقل للإصابة باضطرابات الصحة النفسية مثل نظرائهم من الأغلبية. حيث يعاني السود (24.6%) والأسبان (19.6%) من معدلات اكتئاب أقل من نظرائهم البيض (34.7%). رغم ذلك، في حين أن الأقليات العرقية أو الإثنية قد يكون لديها معدلات انتشار مماثلة، فإن العواقب الناجمة عن الاضطراب النفسي تدوم لمدة أطول، وهو ما قد يفسر جزئياً بسبب تضائل معدلات الوصول إلى علاجات الصحة النفسية. في عام 2018، بينما لم يطلب 56.7% من عامة سكان الولايات المتحدة الذين يعانون من اضطراب نفسي العلاج، لم يحصل 69.4% من السود و67.1% الأسبان على الرعاية الصحية. علاوة على ذلك، في بعض الحالات مثل الفصام، أُبلغ على أن السود لديهم معدلات أعلى مقارنة بنظرائهم البيض، ومع ذلك، تشير الأبحاث إلى أن هذا قد يكون بسبب فرط التشخيص بين الأطباء السريريين ونقص التشخيص لأمراض أخرى، مثل اضطرابات المزاج، الذي قدم في تقارير خاطئة على أنه معدلات أقل للإصابة بالاكتئاب الشديد. وقد تكون هذه الحالات من التشخيص الخاطئ ناجمة عن عدم دراية مقدمي الرعاية الصحية الكافية بثقافة المريض، والاختلافات اللغوية ووصمة العار المرتبطة بالاضطراب النفسي بين الأقليات، والقبول الاجتماعي للأعراض. إضافة إلى ذلك، عادة ما تتحدث الأقليات عن تجارب تتعلق بالعنصرية والتمييز، ويعتبرون هذه التجارب مرهقة. في عينة على المستوى الوطني تضم الأقليات والبيض. أفاد الأمريكيون من أصل أفريقي وإسباني أنهم يعانون من مستويات أعلى من التوتر العالمي مقارنة بالبيض.

### البيئة
وفقًا للتحليل التلوي الذي أجراه بول وموزر، فإن البلدان التي تعاني من ارتفاع التفاوت في الدخل بين الأفراد ونسبة مرتفعة من البطالة تعاني من نتائج أسوأ في مجال الصحة النفسية بين العاطلين عن العمل.

## العوامل البيئية
بالإضافة إلى الخصائص الثابتة، هناك عوامل بيئية، مثل القدرة الكافية على الوصول إلى الغذاء والسكن والصحة ودرجة التعرض للتلوث،

تشمل العوامل الاجتماعية المحددة للصحة النفسية العوامل الاجتماعية والاقتصادية والبيئية

على الرغم من أن هذه العوامل لا تستطيع أن تغير بشكل مباشر الخصائص الثابتة للفرد فيما يتعلق بالمحددات الاجتماعية للصحة النفسية، فإنها يمكن أن تؤثر على درجة تأثر الفرد بها.

### عدم كفاية الوصول إلى الغذاء المناسب
الاضطرابات النفسية شائعة بين أولئك الذين يعانون من انعدام الأمن الغذائي بسبب العوامل المصاحبة للتوتر وضعف الانتماء للمجتمع. يشير مصطلح الأمن الغذائي إلى حالة القدرة على الوصول إلى أغذية كافية ومفيدة من أجل الحفاظ على حياة صحية ونشطة، وأي انحراف عن هذا المعنى يمكن أن يؤدي إلى انعدام الأمن الغذائي في المقابل. وعلى الرغم من اعتباره مؤشرا اقتصاديا، فإن الأخير يمكن أن يزيد من خطر الإصابة بالاضطرابات النفسية من خلال الشعور الدائم بالتوثر المصاحب للحالة، مما يجعل الأفراد أكثر عرضة لنتائج أسوأ لها.
هناك عامل آخر يساهم في تفسير هذا الارتباط بين انعدام الأمن الغذائي والاضطرابات النفسية وهو العزلة الاجتماعية. على سبيل المثال، تظهر بعض الأبحاث أن غالبية الأفراد الذين يعانون من انعدام الأمن الغذائي في كندا لا يستطيعون الوصول إلى برامج الغذاء المجتمعية أو بنوك الطعام، مما يشير إلى أنهم بالنتيجة لذلك لا يستطيعون الوصول إلى الموارد الاجتماعية إلا قليلاً أو لا يستطيعون الوصول إليها على الإطلاق. هذا العامل يمكن ان يؤثر على قدرة الفرد على الشعور بالدعم أو الانتماء داخل مجتمعه، مما يزيد من فرص تعرضه للاضطرابات النفسية. قد يكون لهذا الأمر تأثير أكبر خاصة في البلدان التي يكون فيها انعدام الأمن الغذائي أقل شيوعًا، لأنه يشير إلى انخفاض مستوى المعيشة وانخفاض المكانة الاجتماعية داخل ذلك البلد.

### الإسكان
توصلت الدراسات إلى وجود علاقة متبادلة بين التشرد والاضطرابات النفسية. أشارت دراسة تابعة لخطة - الإسكان أولا- في كندا تحت عنوان: في البيت( At Home/Chez Soi - )و التي تهدف إلى توفير السكن الدائم للأفراد إلى أن الأفكار الانتحارية قد تضاءلت بمرور الوقت بالنسبة لمجموعة الدراسة التي إستفادت من الخطة. وأشارت دراسة أخرى، وهي واحدة من أكبر الدراسات من نوعها التي تهدف إلى تحديد صحة الشباب المشردين في كندا، إلى أن 85% من المشاركين فيها يعانون من مستويات عالية من الضائقة النفسية، وأن 42% حاولوا الانتحار مرة واحدة على الأقل.
بالإضافة إلى المعاناة من الاضطرابات النفسية، يواجه المشردون أيضًا صعوبة في الحصول على الرعاية: على سبيل المثال، أفاد 50% من الرجال المشردين في ملجأ بمدينة نيويورك أنهم مصابون باضطرابات نفسية واضحة، وكان ما يقرب من 20-35% منهم المصابين في حاجة ملحة إلى خدمات نفسية. في حين كانت ملاجئ المشردين تُعتبر في السابق مرافق مؤقتة، فقد أصبحت تتحمل عبء تقديم الرعاية الصحية لعدد كبير من المصابين باضطرابات نفسية. ومع ذلك، وجدت دراسة استقصائية أجريت في المملكة المتحدة أن 27.1% فقط من ملاجئ المشردين يعتقدون أن خدمات الصحة النفسية التي تقدمها كافية لتلبية احتياجات الشباب المشردين الذين شملتهم الدراسة.

### التلوث
على الرغم من وجود قدر كبير من الأدبيات حول تأثير تلوث الهواء على النتائج الصحية البدنية، إلا أن الأبحاث حول تأثيرات تلوث الهواء على الصحة النفسية محدودة جدا. توصلت بيانات من مشروع - دراسات لوحة الأسرة الصينية- إلى وجود علاقة إيجابية بين تلوث الهواء والاضطرابات النفسية، حيث أن زيادة قدرها 18.04 ميكروجرام/م3 في متوسطPM2.5 تزيد بنسبة 6.67% في احتمالية وجود درجة تتوافق مع اضطراب نفسي شديد، مما يقارب تكلفة قدرها 22.88 مليار دولار أمريكي في النفقات الصحية المرتبطة بالاضطراب النفسي والعلاج.
تشير مجموعة من الأدلة الجديدة، على الرغم من أنها لا تزال غير قاطعة، إلى وجود ارتباط بين الاضطرابات الصحية النفسية المختلفة والملوثات البيئية الرئيسية، بما في ذلك ملوثات الهواء والمعادن الثقيلة والكوارث البيئية، وقد وجدت أن هذه مسببات الأمراض لها دور مباشر وغير مباشر على الدماغ وفي توليد مستويات التوتر. على سبيل المثال، يمكن أن يؤثر تلوث الضوضاء على الرفاهية وجودة الحياة نتيجة لاضطرابات في الإيقاعات اليومية، والانزعاج من الضوضاء، والحساسية منها.

### المناخ
بالإضافة إلى دور التعرض لمسببات الأمراض والملوثات على الصحة النفسية، فإن التغيرات البيئية والمناخية السلبية يمكن أن تؤدي إلى الهجرة والنزوح مما يثقل كاهل الأفراد المتأثرين ويسبب لهم خسائر في الصحة النفسية تتمثل في ؛تعطيل الروابط الاجتماعية وأنظمة الدعم في مجتمعاتهم الأصلية، الضغوط المالية والعاطفية التي تنشأ بسبب الانتقال والتي غالبًا ما تكون بسبب الوصمة التي تجعل من الصعب على المهاجرين بسبب المناخ الاندماج. يعاني المهاجرون القسريون، مقارنة بالسكان المضيفين، من اضطرابات الصحة النفسية الأكثر شيوعًا، بما في ذلك اضطراب ما بعد الصدمة، والقلق، والاكتئاب الشديد، والذهان، والانتحار بسبب الضغوطات التي يتعرضون لها.
يمكن أن تؤثر التغيرات المناخية أيضًا على الأمن الغذائي في المناطق المتضررة، وأسعار المواد الغذائية، وسبل عيش الأسر، وبالتالي فهي تؤثر بشكل كبير على الصحة النفسية للسكان. في عينة أسترالية، أفيد أن الجفاف يؤثر على توافر الغذاء، مما يؤدي إلى قيام الأفراد بتخطي وجبات الطعام؛ حيث أعرب الذين يستهلكون مستويات غذائية أقل من المتوسط عن ارتفاع مستويات الضيق مقارنة بأولئك الذين يتناولون مستويات أعلى من المتوسط.

## العوامل الاجتماعية
تبحث العوامل الاجتماعية المحددة للصحة النفسية في دور التأثيرات الاجتماعية، مثل التمييز العنصري والوصمة، اللتان تزيدان من احتمالية الإصابة باضطرابات الصحة النفسية بين بعض الأقليات.

### التمييز
أشارت دراسات عديدة إلى الارتباط القوي بين التمييز والصحة النفسية وتدهور الصحة النفسية للأفراد - حتى أن بعضها تشير إلى أن تأثير التمييز على الصحة النفسية أكبر من تأثيره على نتائج الصحة البدنية. وفي نطاق "الصحة البدنية"، وجدت بعض الأبحاث العلمية أن التمييز في تقديم الرعاية الصحية يؤثر على مستوى الرعاية للمجتمعات العرقية الأقلية: على سبيل المثال، من غير المرجح أن يتلقى الأميركيون من أصل أفريقي واللاتينيون ما يكفي من مسكنات الألم لكسور العظام الطويلة أو حصوات الكلى مقارنة بنظرائهم البيض.
و بالتركيز على الصحة النفسية على وجه التحديد، وجدت الدراسات المجتمعية والمختبرية أن التمييز بغض النظر عن نوعه مضر بالصحة النفسية للفرد. فالتمييز العنصري أو الإثني يرتبط بنتائج أسوأ من خلال زيادة معدل الاكتئاب والقلق والضائقة النفسية.كما يؤدي التمييز المهني أو التمييز في منظمات العمل أيضًا إلى نفس الاتجاه، حيث أنه بغض النظر عن العرق، فإن أولئك الذين يعترفون بتعرضهم للتمييز كانت نتائجهم الصحية النفسية أسوأ.
وقد درس الباحثون أيضًا دور أنواع متعددة من التمييز في تشكيل مخاطر الصحة النفسية وأشاروا إلى نموذجين منهما؛ أولاً، نموذج المخاطر حيث تكون المجموعات التي تعاني من التمييز معرضة بشكل متزايد لخطر تدهور الصحة النفسية وثانيًا، نموذج المرونة، حيث تصبح هذه المجموعات أكثر مرونة في مواجهة أشكال أخرى مختلفة من التمييز. توصلت مراجعة موسعة للأدبيات حول تلك الدراسات الموجودة إلى أن النتائج تتوافق عمومًا مع نموذج المخاطر على عكس نموذج المرونة. وعلى وجه التحديد، كان هناك خطر أعلى للإصابة بأعراض الاكتئاب بين المجموعات التي تعرضت لأشكال مختلفة من التمييز - بما في ذلك العنصرية والتمييز بين الجنسين. في حين أن دور أشكال التمييز المتعددة على مشاكل الصحة النفسية الأخرى، مثل القلق، و اضطراب ما بعد الصدمة، وتعاطي المخدرات، أقل ونتائجها كانت مختلطة.
كما يوجد أيضًا تمييز في تقديم الرعاية الصحية النفسية بين المجتمعات المهمشة، الذي يمكن أن يؤثر بشكل سلبي على عملية العلاج بين الأقليات العرقية، على سبيل المثال: في الولايات المتحدة، تتمتع الأقليات بمعدلات انتشار مماثلة أو أقل للاضطرابات النفسية مقارنة بنظرائهم البيض، ومع ذلك، كان السود أقل احتمالية بنحو النصف من البيض لتلقي العلاج لأمراض ذات خطورة مماثلة.

### الوصمة
توصلت الدراسات إلى أن الوصمة الإجتماعية المرتبطة بمشاكل الصحة النفسية يمكن أن تؤثر على طلب الرعاية والمشاركة فيها. تشمل الأسباب التي تقلل من احتمالية طلب الرعاية التحيز ضد الأشخاص المصابين بنوع من اضطرابات الصحة النفسية أو ضد أولئك الذين يسعون إلى العلاج. وعلاوة على ذلك، فإن الافتقار إلى المعرفة بالاضطرابات النفسية وكيفية الوصول إلى العلاج المناسب يمكن أن يؤثر أيضًا على سلوكيات طلب الرعاية. حدد كوريجان وآخرون عام 2014 ثلاثة مستويات من الوصمة: الوصمة العامة الناتجة عن تجنب التسمية، والذاتية الناتجة عن الخجل الذاتي، والبنيوية. ونظراً لتواجد هذه الهياكل المختلفة من الوصمة والتفاعلات المتنوعة بين الأشخاص معها، فإن تجنب سلوكيات طلب الرعاية والمشاركة قد يختلف بشكل كبير. توصلت دراسة عالمية حول وصمة العار المرتبطة بالاضطرابات النفسية والتمييز إلى أنه "لا توجد دولة أو مجتمع أو ثقافة معروفة يتمتع فيها الأشخاص المصابون باضطرابات نفسية بنفس القيمة أو مقبولين اجتماعيا مثل الذين لا يعانون من اضطرابات نفسية".

## العوامل الاقتصادية
يمكن للعوامل الاقتصادية أن تؤثر على وتيرة وخطورة نتائج الصحة النفسية لدى الأشخاص من جميع الأعمار. وتشتمل على نوعين:أولهما، ذو علاقة قريبة بالفرد كالأصول والديون والضغوط المالية والأمن الغذائي والدخل والحرمان النسبي والبطالة والفقر. ثانيا، عوامل بعيدة مثل التفاوت والركود الاقتصادي والسياسة الاقتصادية الكلية للدولة والضغوط المالية الذاتية. وفقًا لدراسة علمية هناك علاقة معقدة وثنائية الاتجاه بين العوامل المذكورة وزيادة انتشار الاضطرابات النفسية الشائعة بين البالغين في البلدان ذات الدخل المنخفض والمتوسط والمرتفع.

## عوامل أخرى

### العوامل البيولوجية
يمكن للعوامل البيولوجية أيضًا أن تؤثر على احتمالية الإصابة باضطرابات نفسية معينة بين الأفراد. فيما يخص الاكتئاب الشديد، وفي ولاية يوتا بالولايات المتحدة على سبيل المثال، وجد أن النمط الجيني HTR1A −1019C>G،المسؤول عن الاكتئاب مرتبط بشكل كبير بين المرضى. علاوة على ذلك، وجد أن تعدد أشكال BDNF Val66Met الوظيفي هو أيضًا عامل خطر وراثي محتمل للاكتئاب لأنه يؤثر على حجم الحُصين، وقد ارتبط ضمور الحُصين الناجم عن الإجهاد بنشوء وتطور الاضطرابات العاطفية. وتهدف الأبحاث والأدبيات المكثفة في مجالات علم الأعصاب وعلم النفس وتقاطعهما إلى تحديد عوامل الخطر الجينية والتشريحية هذه.

## التدخلات
العديد من البحوث أجريت لفحص علاجات الصحة النفسية والتدخلات التي تأخذ في الاعتبار هذه المحددات الاجتماعية والأدوار التي تلعبها في النتائج النهائية. على سبيل المثال، يعد الطب النفسي التغذوي مجالًا ناشئًا للدراسة يهدف إلى تحسين الصحة النفسية للأفراد من خلال النظام الغذائي والطعام: حيث وجد أدان وآخرون في 2019 أن النظام الغذائي ونمط الحياة يمكن أن يؤثر بشكل إيجابي على علاج الصحة النفسية والوقاية منها.